# Mauro Blanco
Mauro Blanco (San José de Positos, 25 de novembro de 1965) é um ex-futebolista boliviano que atuava como meia.

## Carreira
Mauro Blanco integrou a Seleção Boliviana de Futebol na Copa América de 1997.

## Títulos
Seleção Boliviana
- Copa América de 1997: 2º Lugar